# 漢普頓貝斯 (紐約州)
漢普頓貝斯（英語：Hampton Bays）是位於美國紐約州薩福克縣的普查規定居民點。

## 人口
根據2020年美國人口普查的數據，漢普頓貝斯的面積為53.12平方千米，當中陸地面積為33.50平方千米，而水域面積為19.61平方千米。當地共有人口15228人，而人口密度為每平方千米286.67人。